# Panamerikanische Spiele 2023/Rollkunstlauf
Bei den Panamerikanischen Spielen 2023 in der chilenischen Hauptstadt Santiago de Chile fanden vom 3. bis 4. November 2023 insgesamt zwei Wettbewerbe im Rollkunstlauf statt, davon je einer bei den Männern und bei den Frauen. Austragungsort war das Velodrome.

## Bilanz

### Medaillenspiegel
| Platz  | Land        | Gold | Silber | Bronze | Gesamt |
| ------ | ----------- | ---- | ------ | ------ | ------ |
| 1      | Brasilien   | 1    | 1      | —      | 2      |
| 2      | Argentinien | 1    | —      | 1      | 2      |
| 3      | Kolumbien   | —    | 1      | 1      | 2      |
| Gesamt | Gesamt      | 2    | 2      | 2      | 6      |

### Medaillengewinner
| Disziplin | Gold                | Silber             | Bronze               |
| --------- | ------------------- | ------------------ | -------------------- |
| Männer    | Erik Medziukevicius | Franco Mastroianni | Deivi Rojas          |
| Frauen    | Sandra Díaz García  | Bianca Ameixeiro   | Martina Della Chiesa |